# Liste du patrimoine immobilier classé d'Aubel
Cette page regroupe l'ensemble du patrimoine immobilier classé de la commune belge d'Aubel.
| Objet | Année de construction / Architecte | Adresse            | Section communale | Coordonnées                      | Numéro d’inventaire | Illustration |
| --- | ---------------------------------- | ------------------ | ----------------- | -------------------------------- | ------------------- | --- |
| Oratoire Saint-Hubert, place F. Nicolaï | 1760                               |                    |                   | 50° 42′ 19″ nord, 5° 51′ 28″ est | 63003-CLT-0001-01   | Oratoire Saint-Hubert, place F. Nicolaï |
| Chêne sis dans la propriété de Gorhez |                                    |                    |                   | 50° 41′ 56″ nord, 5° 49′ 53″ est | 63003-CLT-0002-01   | Chêne sis dans la propriété de Gorhez |
| Cimetière militaire américain de Hombourg-Vogelzanck et ses abords (+ PLOMBIERES/Hombourg)                                                               |                                    |                    |                   | 50° 42′ 29″ nord, 5° 53′ 22″ est | 63003-CLT-0003-01   | Cimetière militaire américain de Hombourg-Vogelzanck et ses abords (+ PLOMBIERES/Hombourg)                                                               |
| Ferme sise Langstraat, n° 343 | fin du XVIIe siècle                | Rue de Gorhez, 346 |                   | 50° 42′ 00″ nord, 5° 50′ 18″ est | 63003-CLT-0005-01   | Ferme sise Langstraat, n° 343 |
| Les orgues de l'église de la Clouse |                                    |                    |                   | 50° 41′ 34″ nord, 5° 53′ 53″ est | 63003-CLT-0007-01   | Image manquanteTéléverser |
| Façades et toitures de l'immeuble sis place Antoine Ernst, n° 9 (Maison Moreau)                                                                          |                                    |                    |                   | 50° 42′ 15″ nord, 5° 51′ 32″ est | 63003-CLT-0008-01   | Façades et toitures de l'immeuble sis place Antoine Ernst, n° 9 (Maison Moreau)                                                                          |
| Façades et toitures de l'immeuble sis place Antoine Ernst n° 16 (ancien hôtel du Nord)                                                                   |                                    |                    |                   | 50° 42′ 14″ nord, 5° 51′ 33″ est | 63003-CLT-0009-01   | Façades et toitures de l'immeuble sis place Antoine Ernst n° 16 (ancien hôtel du Nord)                                                                   |
| Maison À l'Empereur Façade avant. Est déclassée la façade arrière de l'immeuble sis place Antoine Ernst, n° 29                                           |                                    |                    |                   | 50° 42′ 15″ nord, 5° 51′ 29″ est | 63003-CLT-0010-01   | Maison À l'Empereur Façade avant. Est déclassée la façade arrière de l'immeuble sis place Antoine Ernst, n° 29                                           |
| Le Châtaignier centenaire croissant en face de l'ancienne propriété de Donéa à Sart-sous-Aubel                                                           |                                    |                    |                   | 50° 42′ 38″ nord, 5° 48′ 21″ est | 63003-CLT-0011-01   | Le Châtaignier centenaire croissant en face de l'ancienne propriété de Donéa à Sart-sous-Aubel                                                           |
| Les bâtiments dont l'ensemble constitue l'ancienne Abbaye du Val-Dieu à Aubel                                                                            |                                    |                    |                   | 50° 41′ 53″ nord, 5° 48′ 19″ est | 63003-CLT-0016-01   | Les bâtiments dont l'ensemble constitue l'ancienne Abbaye du Val-Dieu à Aubel                                                                            |
| Ensemble formé par les bâtiments de l'ancienne abbaye du Val-Dieu et les terrains environnants, à Aubel                                                  |                                    |                    |                   | 50° 41′ 46″ nord, 5° 48′ 24″ est | 63003-CLT-0017-01   | Ensemble formé par les bâtiments de l'ancienne abbaye du Val-Dieu et les terrains environnants, à Aubel                                                  |
| Ensemble formant extension du site constitué par les bâtiments de l'ancienne abbaye du Val-Dieu et les terrains environnants, à Aubel (+ HERVE/Charneux) |                                    |                    |                   | 50° 41′ 57″ nord, 5° 48′ 20″ est | 63003-CLT-0018-01   | Ensemble formant extension du site constitué par les bâtiments de l'ancienne abbaye du Val-Dieu et les terrains environnants, à Aubel (+ HERVE/Charneux) |